# Фейл, Иоганн
Иоганн (фон) Фейл (нем. Johann Feil; 13 марта 1896 года, Бад-Леонфельден, Австро-Венгрия — 31 января 1957 года, Миттенвальд, ФРГ), государственный и политический деятель нацистской Германии, оберфюрер СС (20 марта 1938).

## Биография
Из семьи служащих. В 1915 году, после получения аттестата зрелости в Линце, был немедленно призван в Австро-Венгерскую армию. Участник Первой мировой войны, проходил службу в основном на итальянском ТВД.
В 1919 г. демобилизовавшись в чине лейтенанта, устроился преподавателем художественно-промышленного рисования в Шердинге, а затем в Линце. В 1920-е годы принимал активное участие в работе социал-демократических профсоюзных организаций.
В начале апреля 1932 г. вступил в НСДАП (билет № 9 004 34) и СА, в июле 1932 года — в СС (билет № 419 37). Благодаря лично А. Гитлеру ему было присвоено звание гауптштурмфюрера СС 37-го штандарта СС расквартированного в Линце. С 15 июня по 21 ноября 1934 г. командовал 76-м штандартом СС в Зальцбурге. После убийства австрийского канцлера Э. Дольфуса, был объявлен в розыск, и через непродолжительное время был вынужден бежать из Австрии в Германию.
Короткое время служил во 2-м батальоне полка СС «Дойчланд» в Дахау, сформированного из бывших членов Австрийских СС. С 1 октября 1935 по 20 марта 1938 г. командовал 17-м штандартом СС в Целле
После аннексии Австрии в марте 1938 г. он возглавил XXXVI абшнит СС в Инсбруке (формально руководил до 8 мая 1945). Один из организаторов Хрустальной ночи на территории Австрии.
Во время Второй мировой войны вступил в Войска СС. С мая 1940 по август 1941 г. командовал 3-м штурмбанном (батальоном) 15-го штандарта (полка) СС подразделений «Мертвая голова», а затем, после расформирования штандарта в ноябре 1940 г., батальоном охраны концентрационного лагеря Заксенхаузен (нем. SS - Wachbataillon Oranienburg), сформированного из 1-го штурмбанна данного штандарта.
В августе 1941 года он стал командиром учебно-тренировочного полигона СС в польском городе Дембица. С апреля по июнь 1942 г. служил в составе 7-й дивизии СС «Принц Ойген». С 15 июля по 1 октября 1942 являлся командиром расположенного на территории Протектората Богемии и Моравии учебно-тренировочного полигона СС «Бенешау» (названный так из-за расположенного рядом чешского города Бенешов). Штандартенфюрер резерва войск СС (сентябрь 1942).
В октябре 1942 г. из-за проблем со здоровьем отстранен от службы в войсках СС.
С 27 августа 1942 по 1 октября 1943 г. он был исполняющим обязанности командира XXXXIII абшнита СС в Лодзи. С апреля до осени 1944 г. являлся командующим полиции и СС в городе Удине (Италия). Был отстранен от должности после конфликта с Фридрихом Райнером, высшим комиссаром в оперативной зоне Адриатического побережья, и послан к начальнику полиции Линца для «овладения специальностью».
Весной 1945 года ушел добровольцем на фронт, принял участие в финальной битве за Берлин, получил травму головы и попал в американский плен.
После войны, из-за его активного участия в еврейских погромах в Инсбруке, был зачислен в австрийский список военных преступников за номером 2.

## После войны
В 1948 был освобожден из американского плена, через некоторое время нелегально перебрался в Рим, откуда в 1949 г. был затем с помощью тайных маршрутов т. н. крысиных троп переправлен в Аргентину. Проживал под именем Иоганна Петера Грайля, работал художником — карикатуристом в журнале El Sendero, перебивался другими случайными заработками.
Из-за диагностированного у него онкологического заболевания, в марте 1956 г. был вынужден тайно вернуться в Европу. Проживал в Миттенвальде около Гармиш-Партенкирхена (Бавария). Там он находился на попечении своей семьи и друзей, пока не скончался 31 января 1957 г. Похоронен на местном кладбище.